# Europese weg 261
De Europese weg 261 of E261 is een Europese weg die loopt van Świecie in Polen naar Wrocław in Polen.

## Algemeen
De Europese weg 261 is een Klasse B-verbindingsweg en verbindt het Poolse Świecie met het Poolse Wrocław en komt hiermee op een afstand van ongeveer 350 kilometer. De route is door de UNECE als volgt vastgelegd: Świecie - Poznań - Wrocław.